# Bernd Schuster
Bernd Schuster (Augsburg, 22 december 1959) is een Duits voetbaltrainer en voormalig voetballer. Schuster gold als een controversiële voetballer, zowel door zijn gedrag buiten het veld als door zijn opmerkelijke transfers.

## Loopbaan als voetballer
Schuster begon in 1978 als profvoetballer bij FC Köln. In 1980 vertrok de Duitser naar het Spaanse FC Barcelona, waar hij acht seizoenen zou blijven. Na ruzie met het clubbestuur maakte Schuster de verboden overstap naar aartsrivaal Real Madrid. Ook daar kwam hij in conflict met het bestuur en Schuster vertrok naar Atlético Madrid, iets wat hem door Real niet in dank werd afgenomen. Na drie seizoenen bij Atlético keerde Schuster terug naar Duitsland, waar hij voor Bayer Leverkusen ging spelen.
| Interlanddoelpunten | Interlanddoelpunten | Interlanddoelpunten | Interlanddoelpunten          | Interlanddoelpunten | Interlanddoelpunten | Interlanddoelpunten | Interlanddoelpunten |
| #                   | Datum               | Locatie             | Wedstrijd                    | Goal(s)             | Score               | Uitslag             | Wedstrijd           |
| ------------------- | ------------------- | ------------------- | ---------------------------- | ------------------- | ------------------- | ------------------- | ------------------- |
| 1                   | 13/05/1980          | Frankfurt           | West-Duitsland – Polen       | 58'                 | 3 – 1               | 3 – 1               | Oefenduel           |
| 2                   | 01/04/1981          | Tirana              | Albanië – West-Duitsland     | 9'                  | 0 – 1               | 0 – 2               | WK-kwalificatie     |
| 3                   | 01/04/1981          | Tirana              | Albanië – West-Duitsland     | 71'                 | 0 – 2               | 0 – 2               | WK-kwalificatie     |
| 4                   | 07/06/1983          | Luxemburg           | West-Duitsland – Joegoslavië | 79'                 | 3 – 1               | 4 – 2               | Oefenduel           |

## Loopbaan als trainer
Schuster was onder andere werkzaam bij het Spaanse Levante, Xerez en Sjachtar Donetsk uit Oekraïne. In 2005 ging de Duitser aan de slag bij Getafe. In 2007 werd Schuster gecontacteerd door Real Madrid om Fabio Capello op te volgen als trainer. Real Madrid haakte echter af na de hoge "vertrekpremie" van €480.000,- die de club aan Getafe zou moeten betalen. Uiteindelijk kocht Schuster zijn contract zelf af en vertrok alsnog naar Real Madrid.
In het seizoen 2007/2008 werd Real Madrid onder leiding van Schuster Spaans landskampioen met een recordaantal punten. Maar in het seizoen 2008/2009 bleven de resultaten uit. Op 9 december 2008 werd hij op staande voet ontslagen. Zijn opvolger was Juande Ramos. Schuster zat anderhalf jaar zonder club. Hij tekende als trainer in juni 2010 een tweejarig contract bij Beşiktaş. Op 15 maart 2011 nam hij zijn ontslag vanwege tegenvallende resultaten.

## Erelijst
Als speler
 FC Barcelona
- La Liga: 1984/85
- Copa del Rey: 1980/81, 1982/83, 1987/88
- Europacup II: 1981/82
- Copa de la Liga: 1983

 Real Madrid
- La Liga: 1988/89, 1989/90
- Copa del Rey: 1988/89
- Supercopa de España: 1989

 Atlético Madrid
- Copa del Rey: 1990/91, 1991/92

 West-Duitsland
- UEFA Europees kampioenschap: 1980

Individueel als speler
- Europees kampioenschap Team van het Toernooi: 1980
- Ballon d'Or: tweede in 1980, derde in 1981 en 1985
- La Liga: Premio Don Balón voor beste buitenlandse speler: 1985, 1991
- kicker Bundesliga Team van het Seizoen: 1993/94
- Duits Doelpunt van het Jaar: 1994

Als trainer
 Real Madrid
- La Liga: 2007/08
- Supercopa de España: 2008

Individueel als trainer
- La Liga: Miguel Muñoz Trofee voor Beste trainer van het Jaar: 2006